# Zlatko Yankov
Zlatko Georgiev Yankov - em búlgaro, Златко Георгиев Янков (Burgas, 7 de junho de 1966) é um ex-futebolista profissional búlgaro, que atuava como volante.

## Seleção Búlgara
Ele jogou 79 partidas e marcou 4 gols pela Seleção Búlgara de Futebol entre 1989 e 1999. Jogou 8 partidas nas Copas do Mundo de 1994 e 1998 e também foi convocado para a equipe búlgara na Euro 1996.